# Zsolt Erdei
Zsolt Erdei (ur. 31 maja 1974 w Budapeszcie) – węgierski bokser, były zawodowy mistrz świata organizacji WBO (2003–2009) w kategorii półciężkiej (do 175 funtów) oraz WBC (2009–2010) w kategorii junior ciężkiej (do 200 funtów), także amatorski mistrz świata (1997) i Europy (1998, 2000) oraz brązowy medalista olimpijski (2000) w kategorii średniej (do 75 kg).

## Kariera amatorska
Jest brązowym medalistą Olimpiady w Sydney z 2000. W pierwszych dwóch walkach pokonał Władysława Wiziltera i Aleksandra Zubricyna, a w półfinale uległ późniejszemu srebrnemu medaliście, Gajdarbiekowi Gajdarbiekowowi. Wystąpił też na Igrzyskach w Atlancie cztery lata wcześniej, gdzie doszedł do drugiej rundy. W pierwszej rundzie pokonał Juana Pablo Lópeza, lecz w drugiej walce przegrał z późniejszym srebrnym medalistą, Turkiem Malikiem Beyleroğlu.
W 1997 zdobył złoty medal na mistrzostwach świata, które odbywały się w jego rodzinnym Budapeszcie. Na tym turnieju pokonał m.in. Dilszoda Jarbekowa, Dirka Eigenbrodta i Ariela Hernándeza. Ma dwa złote medale Mistrzostw Europy: w 1998 na turnieju w Mińsku pokonał m.in. Jeana-Paula Mendy i Briana Magee, a w 2000 na turnieju w Tampere – Aleksandra Zubricyna i Stjepana Božicia. Natomiast w 1996 na mistrzostwach Europy w Vejle zajął drugie miejsce, przegrywając w finale ze Svenem Ottke.
W 1992 zdobył także mistrzostwo Europy juniorów. Jego bilans walk amatorskich to 212 zwycięstw w 232 walkach.

## Kariera zawodowa
Erdei przeszedł na zawodowstwo w grudniu 2000. Do tej pory żadnej walki nie przegrał, chociaż w dwóch walkach leżał na deskach (w pojedynkach z Ukraińcem Garaszczenką w 2001 i Brazylijczykiem Dos Santosem dwa lata później).
17 stycznia 2004 po jednostronnym pojedynku z Meksykaninem Julio Cesarem Gonzalezem zdobył mistrzostwo świata organizacji WBO. w tym samym roku zdołał obronić swój tytuł dwa razy, pokonując na punkty Hugo Garaya i Alejandro Lacatusa.
W następnym roku stoczył kolejne dwie udane obrony mistrzowskiego pasa, jednak nie przyszły mu one łatwo. Najpierw w rewanżowym pojedynku z Garayem wygrał niejednogłośną decyzją na punkty, a w starciu z Mehdi Sahnoune, mimo iż wygrał przez techniczny nokaut w finałowej rundzie, przeżywał poważne problemy kondycyjne.
Przed czasem zakończył też swoją następną walkę, w maju 2006, z Paulem Murdochem (TKO w dziesiątej rundzie). 29 lipca 2006 stoczył walkę z Thomasem Ulrichem, najmocniejszym ze swoich dotychczasowych rywali i wygrał ją jednogłośną decyzją na punkty.
W 2007 stoczył trzy walki. Najpierw w styczniu bez problemu pokonał przez techniczny nokaut w ósmej rundzie Amerykanina Danny’ego Santiago. Pięć miesięcy później wygrał, także przed czasem (TKO w jedenastej rundzie), z kolejnym pięściarzem ze Stanów Zjednoczonych George’em Bladesem, notowanym przed tą walką w rankingach WBA i WBO na 15 miejscu. 24 listopada pokonał po niejednogłośnej decyzji sędziów boksera z Panamy, Tito Mendozę.
W 2008 stoczył tylko jedną walkę, w której zwyciężył na punkty z Amerykaninem DeAndreyem Abronem. Była to jego dziesiąta obrona mistrzowskiego pasa. 10 stycznia 2009 pokonał na punkty Jurija Barasziana, ale nie był to pojedynek o mistrzowski pas, ponieważ Ukrainiec nie zdołał zmieścić się w limicie wagowym.
W listopadzie 2009 roku zrezygnował z tytułu mistrza świata WBO i zmienił kategorię wagową na wyższą, aby móc zmierzyć się z mistrzem świata federacji WBC w kategorii junior ciężkiej, Giacobbe Fragomenim. Do pojedynku doszło 21 listopada 2009 roku. Węgier wygrał z Włochem decyzją większości na punkty z w stosunku 115-113, 114-114 i 115-113. W styczniu 2010 roku zrezygnował również z tego tytułu, a następnie ogłosił zakończenie kariery, szybko wycofał się jednak z tej decyzji. W październiku 2010 zmienił promotora – dotychczasowy, niemiecka grupa Universum, został zastąpiony przez DiBella Entertainment. Miesiąc później na gali bokserskiej w Atlantic City pokonał zdecydowanie na punkty Samsona Onyango. 4 czerwca 2011 pokonał przez techniczny nokaut w szóstej rundzie Byrona Mitchella.